# Prensa térmica

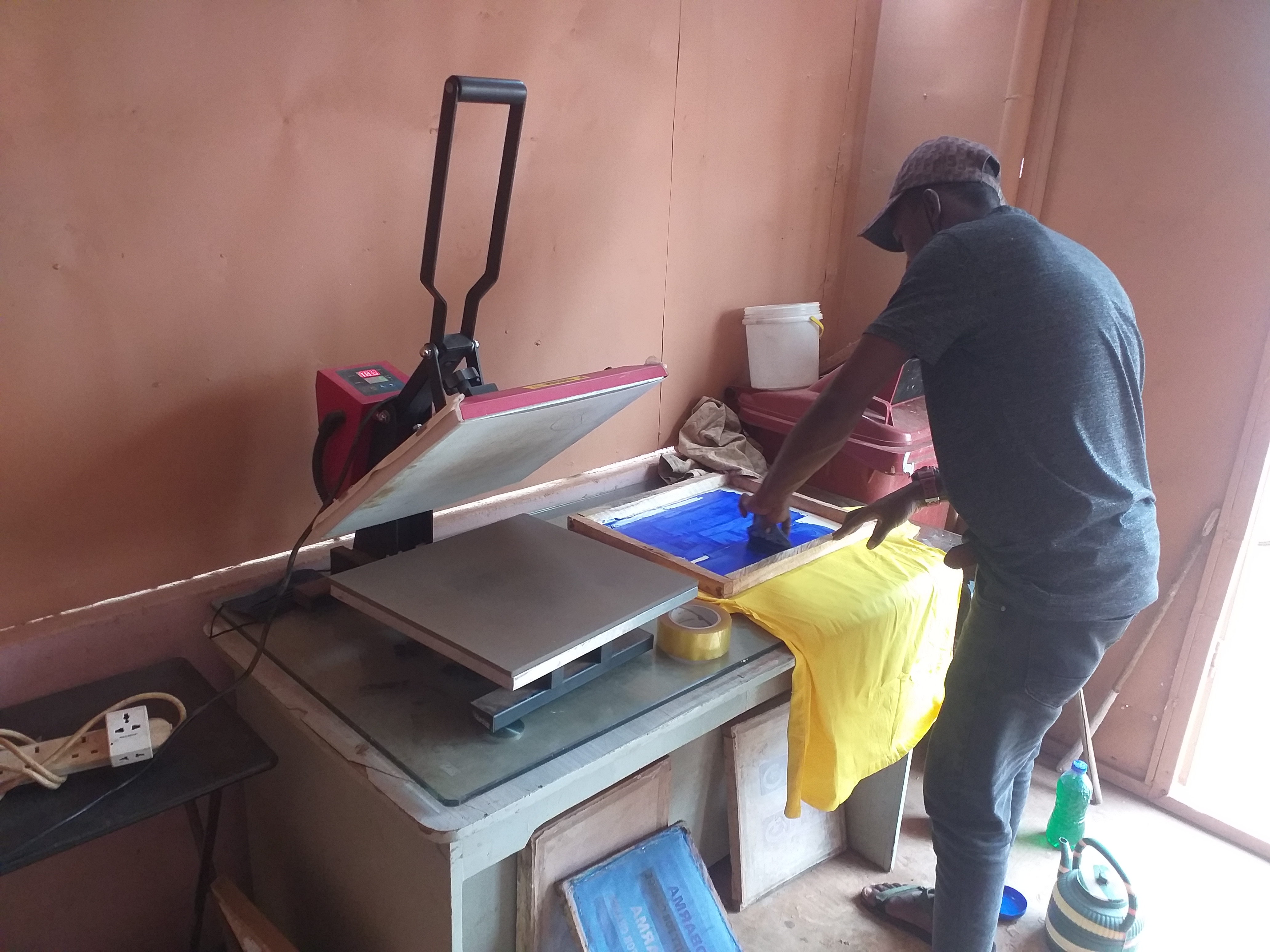

Las prensas térmicas están pensada para diferentes aplicaciones. Son utilizadas sobre todo para flocking y sublimación. Aunque son utilizadas para la aplicación de transferencia de calor en productos planos como camisetas o toallas pueden también servir para imprimir sobre otros productos (tazas, gorras, puzle, etc.).

## Tipos de prensas
Existen numerosos modelos de prensas con arreglo al tipo y a las dimensiones del artículo.
Prensas manualesLa activación de estas prensas se hace con las manos. Se componen de dos pletinas térmicas que se pegan para aplicar calor repartido sobre toda la superficie. La regulación de la temperatura y de la presión depende del artículo. Las máquinas actuales presentan un sistema de control electrónico y números de registro de los ciclos de prensado realizados.
Las prensas se dividen en 2 categorías:
- Abertura “ángulo”: es el modelo más extendido y más barato. La abertura se hace gracias a la elevación de la pletina superior lo que permite una abertura con un ángulo de 40 grados.
- Abertura pivotante: la pletina superior gira sobre un eje situado detrás de la máquina, lo que permite una economía de esfuerzos. Algunos modelos tienen dos pletinas inferiores lo que aumenta la producción.

Prensas automáticasSe encuentra este tipo de prensas con abertura hidráulica generalmente en la industria. Son más costosas pero ofrecen una comodidad de trabajo más importante, porque la presión sobre el artículo se hace automáticamente. El sistema de regulación electrónico gestiona la fuerza y la temperatura. Los defectos de fábrica son, por consiguiente, reducidos.
Prensas «especiales»La sublimación permite la estampación sobre muchos artículos de todo tipo. Por eso, el proceso es el mismo que para los artículos planos pero necesita prensas adaptadas a las dimensiones y formas del producto. Por eso existen prensas a medida para todas clases de productos (por ejemplo, prensa para tazas). Pero existen también prensas polivalentes que permiten la estampación de diferentes soportes gracias simplemente a un cambio de accesorios. Para la estampación sobre tazas se utiliza también un casquillo que se aplica en torno a la taza para mantener el papel donde está la imagen. Después, se pone en un horno para calentar. Para un resultado óptimo, existe un horno especial para tazas y tazones que se llama la «Mug Machine».